# كلية هارفارد للأعمال
كلية هارفارد للأعمال هي كلية أعمال (تمنح الماجستير أو الدكتوراه) تابعة لجامعة هارفارد في مدينة بوسطن في ولاية ماساتشوستس الأمريكية.

## برنامج ماجستير إدارة الأعمال
برنامج ماجستير إدارة الأعمال يعد من أفضل البرامج التخصصية في العالم .

## خريجون بارزون
- جابي أشكنازي رئيس هيئة الأركان العامة ال19 للجيش الإسرائيلي.
- دان حالوتس رئيس هيئة الأركان العامة ال18 للجيش الإسرائيلي
- أليعازر ماروم قائد المخابرات والقوات البحرية الإسرائيلية سابقا .
- مايكل كولينز (رائد فضاء)
- روبرت ماكنامارا وزير الدفاع الأمريكي سابقاً
- سوزان ديكر رئيسة سابقة لشركة ياهو!
- أبيغيل جونسون رئيسة شركة فيديليتي للاستثمارات
- سلمان خان (تربوي)
- هيروشي ميكيتاني الملياردير الياباني رئيسة شركة راكوتين
- جورج دبليو بوش رئيس أسبق للولايات المتحدة
- نجيب ميقاتي رئيس وزراء لبناني
- نقولا نحاس وزير الاقتصاد والتجارة في حكومة نجيب ميقاتي
- محمد بن حمد آل ثاني نجل أمير دولة قطر
- وليام أندرس (رائد فضاء)
- رشيد محمد رشيد وزير الصناعة والتجارة، مصر